# Pillage des tombeaux égyptiens
 (septembre 2023).
Si vous disposez d'ouvrages ou d'articles de référence ou si vous connaissez des sites web de qualité traitant du thème abordé ici, merci de compléter l'article en donnant les références utiles à sa vérifiabilité et en les liant à la section « Notes et références ».

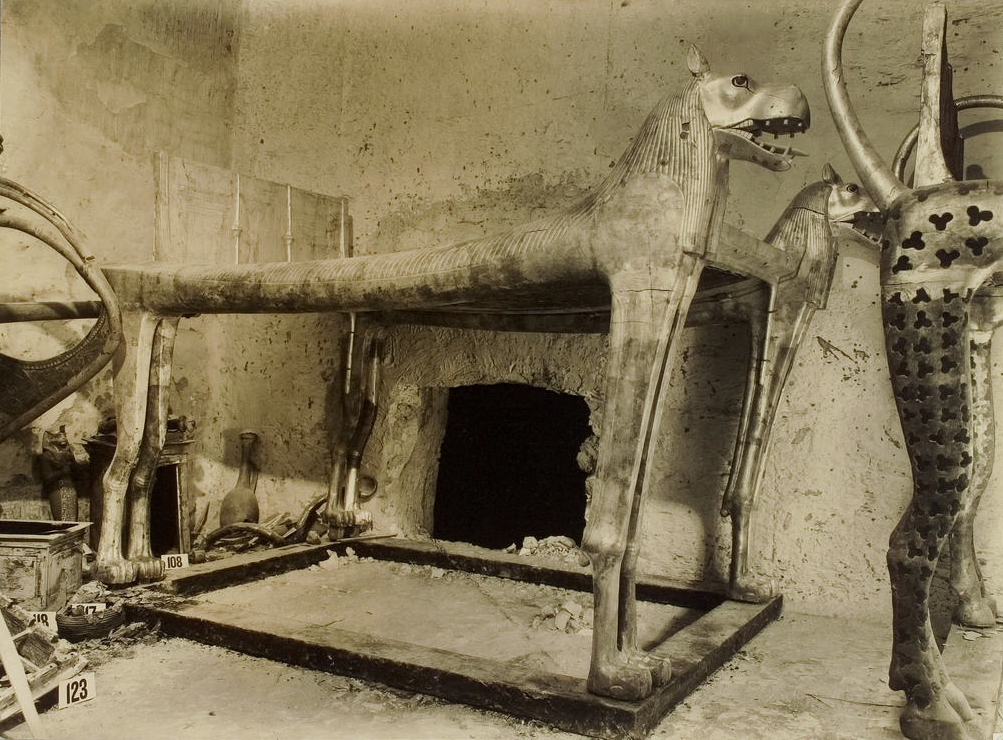
Les pilleurs connaissaient souvent bien les lieux de leur méfait, comme pour le tombeau de Toutânkhamon : Seul quelqu’un ayant participé à la construction et/ou à l’enterrement pouvait savoir que l’entrée de l’annexe se situait en bas à gauche du mur ouest. Celle-ci était dissimulée par des coffrets ou du mobilier empilés sous un lit doré à têtes d’hippopotame.

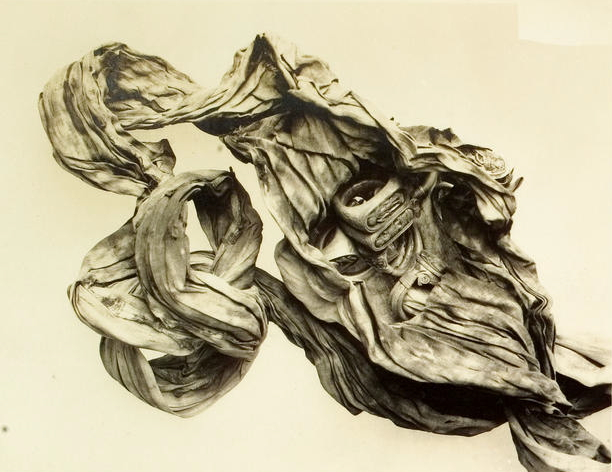
Étoffe de lin dans laquelle les pilleurs du tombeau de Toutânkhamon ont réuni des bagues en or mais qu'ils ont sûrement dû abandonner dans la précipitation, sans doute pris sur le fait par les gardiens de la nécropole.

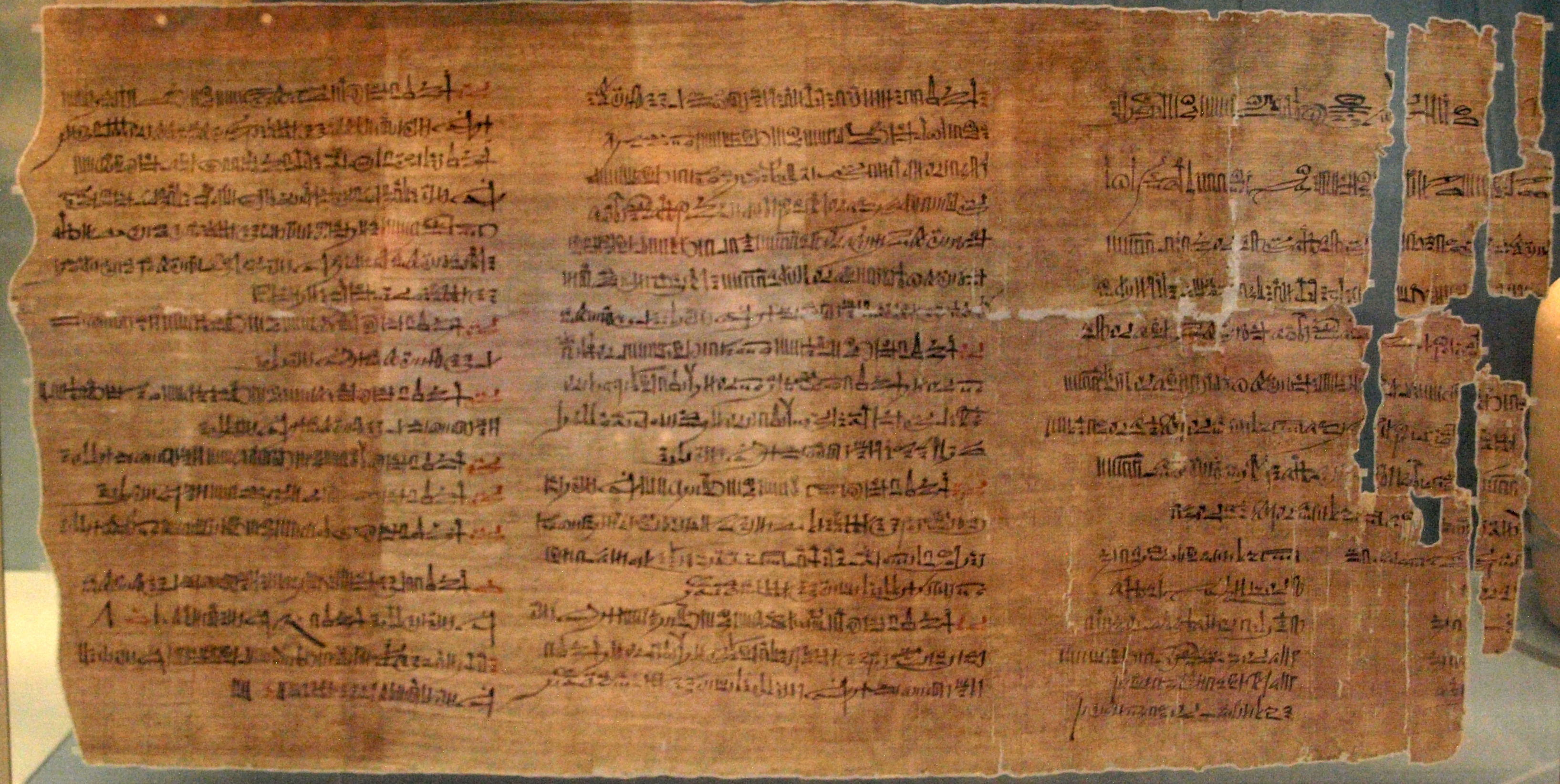
Le papyrus Abbott détaille des enquêtes menées par des fonctionnaires d'Égypte antique, concernant des vols commis dans des tombes, qui ont eu lieu pendant le règne du pharaon Ramsès IX (fin du).

De la Période thinite à la Basse Époque, des Grecs aux Ottomans, les mastabas, les pyramides et les hypogées ont fait l'objet de pillages incessants en Égypte. Et au XIXe siècle, lors des redécouvertes, les exactions s'amplifient, Français, Anglais, Allemands rivalisant pour récupérer les trésors artistiques de l'Égypte antique.

## Premiers pillages
Les mastabas, c'est-à-dire les tombeaux des pharaons de la période archaïque (thinite) ont tous été pillés. Ces tombeaux, dont certains ont plus de 5 000 ans, ont tous été profanés et sont aujourd'hui en mauvais état de conservation. Lors du passage de la Ire à la IIe dynastie vers 2930 av. J.-C., beaucoup de tombeaux de rois de la Ire dynastie sont vandalisés, la transition ne se faisait pas sans violence[réf. nécessaire].
Il semble que dès la décadence de l'Ancien Empire, les pilleurs profitent de l'affaiblissement du pouvoir central pour violer les tombeaux et s'emparer des richesses inouïes qui y sont enfouies. Aucune pyramide d'Égypte n'est restée inviolée.
Au Moyen Empire, des papyrus relatent les procès faits aux voleurs : oreilles coupées, nez tranché, voire la mort.
Au Nouvel Empire, les chroniques de Mérikarê reviennent sur le pillage des sépultures royales, et il devient de plus en plus difficile de surveiller les nécropoles disséminées autour de la montagne thébaine. L'impossibilité d'enrayer le fléau conduit le clergé d'Amon à réunir les momies royales dans une anfractuosité de la falaise, cachette sûre connue des seuls prêtres jusqu'à ce que de nouveaux pilleurs la découvrent à la fin du XIXe siècle, mais stoppés dans leur entreprise par Gaston Maspero. Les profanations de sépultures augmentent considérablement à partir de la seconde moitié du XIIe siècle avec l'affaiblissement du pouvoir royal. Le règne de Ramsès IX (1126-1108 av. J.-C.) fut particulièrement marqué par ces pillages face auxquels le roi reste impuissant. La fin du règne de Ramsès XI (1098-1069 av. J.-C.) est marquée par une instabilité politique croissante, qui mènera à la fin du Nouvel Empire et au début de la Troisième Période intermédiaire. Cette période de trouble est le théâtre de nombreux pillages de sépultures royales.
À ce jour, le tombeau royal de l'Égypte antique découvert totalement inviolé est celui de Psousennès Ier, pharaon de la XXIe dynastie, qui régna de 1043 à 991 avant notre ère.
Au Moyen Âge, le Livre des perles enfouies et du mystère précieux, écrit au Xe siècle, décrit de manière très précise comment découvrir les tombes et comment les dépouiller. Ce manuel très répandu est recopié pendant des siècles.

## Pillagesmodernes
Au XIXe siècle, les pillages profitent surtout aux collections en formation des grands musées européens, les premières d'entre elles étant celles du Musée du Louvre, du British Museum, du Musée de Turin et du Musée de Berlin. Les fonds magnifiques de ces collections sont récoltés en quelques dizaines d'années par les consuls installés en Égypte au début du XIXe siècle, à la fin de la domination mamelouke. Giovanni Anastasi pour la Suède, Bernardino Drovetti pour la France et l'Italie, Henry Salt pour l'Angleterre, entreprennent une forme de pillage organisé qui vide l'Égypte de ses trésors.
Louis XVIII refuse d'acheter la première collection Drovetti, aujourd'hui exposée à Turin, mais Charles X acquiert celle du britannique Salt qui constitue le premier fonds des collections du Louvre : plus de 4 000 pièces dont un certain nombre fut acquis auprès de pilleurs. Seules les pièces particulièrement importantes et présentant une valeur moindre furent laissées sur place.